# Chamanisme coréen

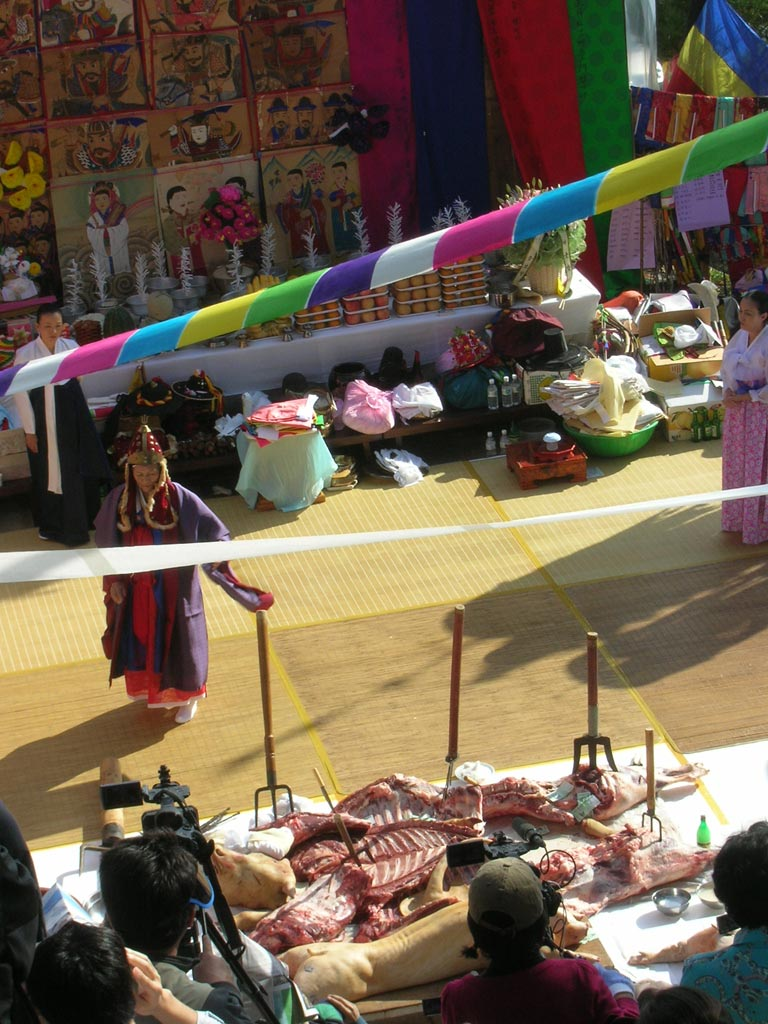
Cérémonie de kut en octobre 2007.

Le chamanisme coréen, appelé localement le Shinisme ou Sinisme  (en coréen : 신교, hanja : 神敎; Shingyo ou Shinkyo, qu'on peut traduire en « religion des esprits/dieux ») ou Shindo (en coréen : 신도, hanja : 神道, « la voie des esprits »), est une forme de croyance animiste très ancienne de la Corée. Il consiste en un culte s'adressant à des esprits (신 shin), aux ancêtres (조상 josang) ainsi qu'à des esprits de la nature. Pour parler de sa dimension proprement chamanique (en coréen : 무속, hanja : 巫俗 ; musog or musok), le terme Muisme est privilégié (en coréen : 무교, hanja : 巫敎 ; Mugyo or Mukyo, « religion des mu (chamanes) »). 
Le chamanisme demeure une pratique très vivante en Corée. Bien que proche des chamanismes sibérien et mandchou, il a de nombreuses spécificités nationales, qui lui ont valu un regain d'intérêt dans le dernier quart du XXe siècle. Parmi ces particularités, les chamans sont pour la plupart des femmes, les mudangs. Leurs homologues masculins sont beaucoup moins nombreux. En tant que chamane, la mudang pratique des rituels en vue d'apporter des soins, d'attirer la fortune, de communiquer avec les esprits des forces de la nature et des morts, y compris des personnes célèbres.
Le chamanisme en Corée a été persécuté durant la période moderne à l'occasion des vagues de répression du mouvement Misin tapa (« mouvement pour renverser la superstition »). Sa renaissance date des années 1980. Il est aujourd'hui perçu comme la religion naturelle des Coréens.

## Histoire

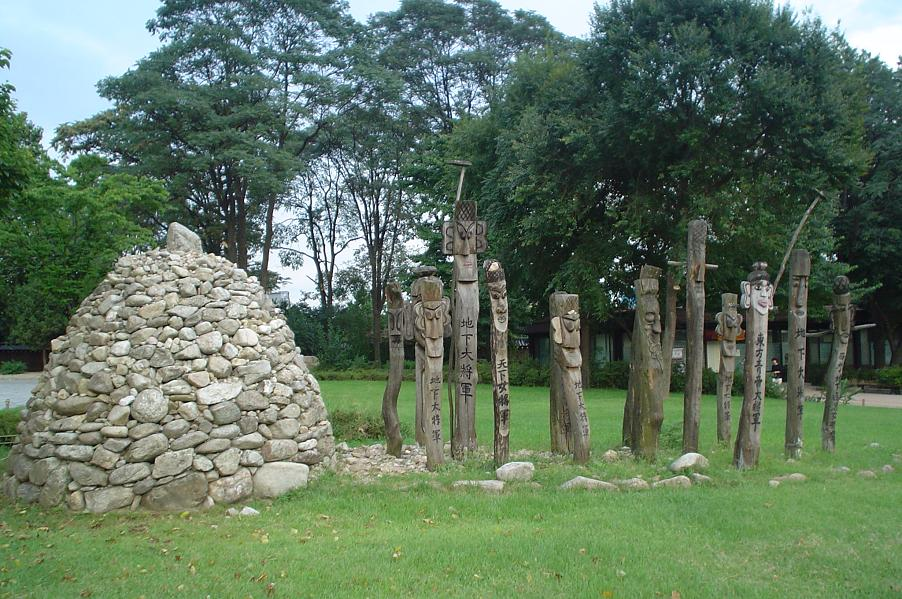
Cairn et totems chamaniques coréens.

Le chamanisme est considéré comme le plus ancien système de croyance de Corée. Certains auteurs défendent l'idée qu'il serait venu de Sibérie à la Préhistoire. Les plus anciennes chroniques coréennes, le Samguk yusa et le Samguk sagi évoquent les mudangs.
L'arrivée du bouddhisme au début de notre ère, puis du confucianisme, réduisit l'influence du chamanisme dans le royaume de Goryeo.
Après la chute de l'Empire mongol chamaniste et en particulier de la dynastie Yuan (1234/1279–1368) sino-mongole, davantage bouddhiste, et la dynastie Yuan du Nord (1368—1388), mongole, qui contrôlait la région, commence la période Joseon (1392–1897). Le néoconfucianisme est mis en avant et le chamanisme est condamné, assimilé par les élites confucéennes à des superstitions et pratiques magiques. Sous l'occupation japonaise, le chamanisme est réprimé autant que sous la dynastie Yi et il se relève après la guerre, malgré la modernisation du pays et les dictatures du Nord comme du Sud. Le chamanisme est largement pratiqué en Corée du Sud aujourd'hui.
Après ce déclin au XXe siècle, le chamanisme cesse d'être considéré comme un ensemble de superstitions et de rituels magiques et connaît un renouveau auprès des jeunes générations de Corée du Sud nées après 1970, qui y trouvent des références culturelles propres, tant en Corée du Nord qu'en Corée du Sud. 
On estime à 16 % la proportion de la population de Corée du Nord pratiquant le chamanisme ou une autre forme de religion ethnique, bien plus que le Cheondoïsme (13,5 %) ou que le bouddhisme (4,5 %).

## Terminologie
Le mot générique signifiant « chamane » en coréen est mu (Hangul: 무, Hanja: 巫). Dans la terminologie contemporaine on utilise le terme mudang (무당, 巫堂) pour les femmes et baksu pour les hommes. Les chamans hommes sont désignés par une grande variété de noms, y compris sana mudang (littéralement « mâle mudang ») dans la région de Séoul, ou baksu mudang, également raccourci baksu (« médecin », « guérisseur »), dans la région de Pyongyang.

## Rites

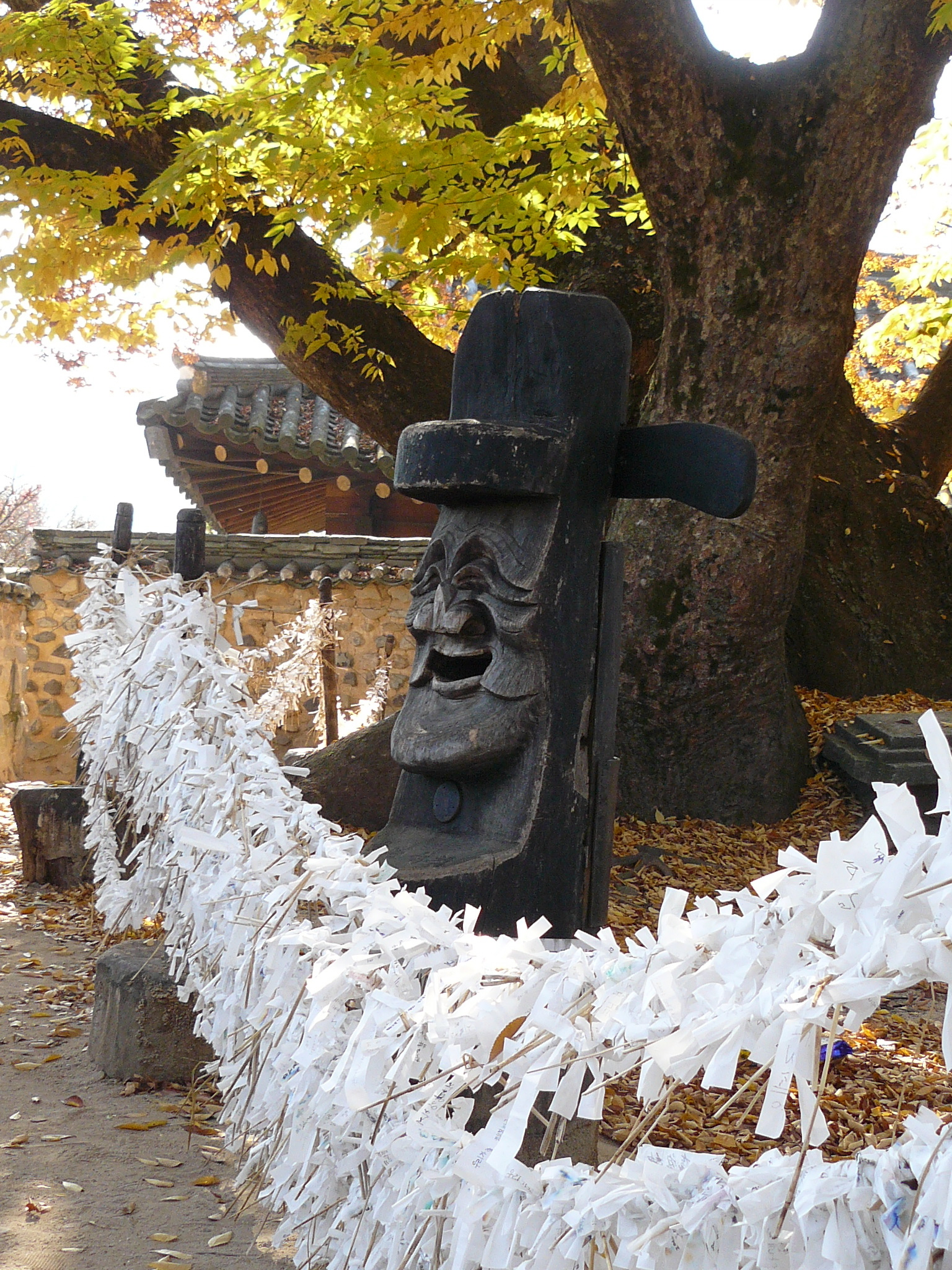
totem et papiers blancs.

Des traces du chamanisme coréen montrent qu'il existait à la préhistoire. Il aurait été progressivement modifié par le contact avec le bouddhisme et le confucianisme, d'arrivée plus tardive. Plusieurs rituels ont ainsi disparu, d'autres ont été conservés, comme le kosa ou le kut. À côté des pratiques spécifiquement chamaniques, on note dans la forme historique l'importance du culte des esprits des montagnes. Lee note que « les montagnes sont très importantes en Corée ».  Roberte Hamayon considère que le chamanisme est fortement associé au féminin (les montagnes sont des esprits féminins, les chamanes mêmes homme peuvent être mentionnés au féminin), alors que le bouddhisme et le confucianisme sont associés au masculin.  
Les totems sont appelés jangseung : ils protègent les villages contre les catastrophes naturelles et les esprits malfaisants.

### Lekosa
Le kosa est un rite d'offrande faite aux esprits avant le démarrage d'une entreprise : construction d'un bâtiment, tournage d'un film, examen. Les offrandes et les prières sont censées attirer la bienveillance des esprits.

### Lekutougut

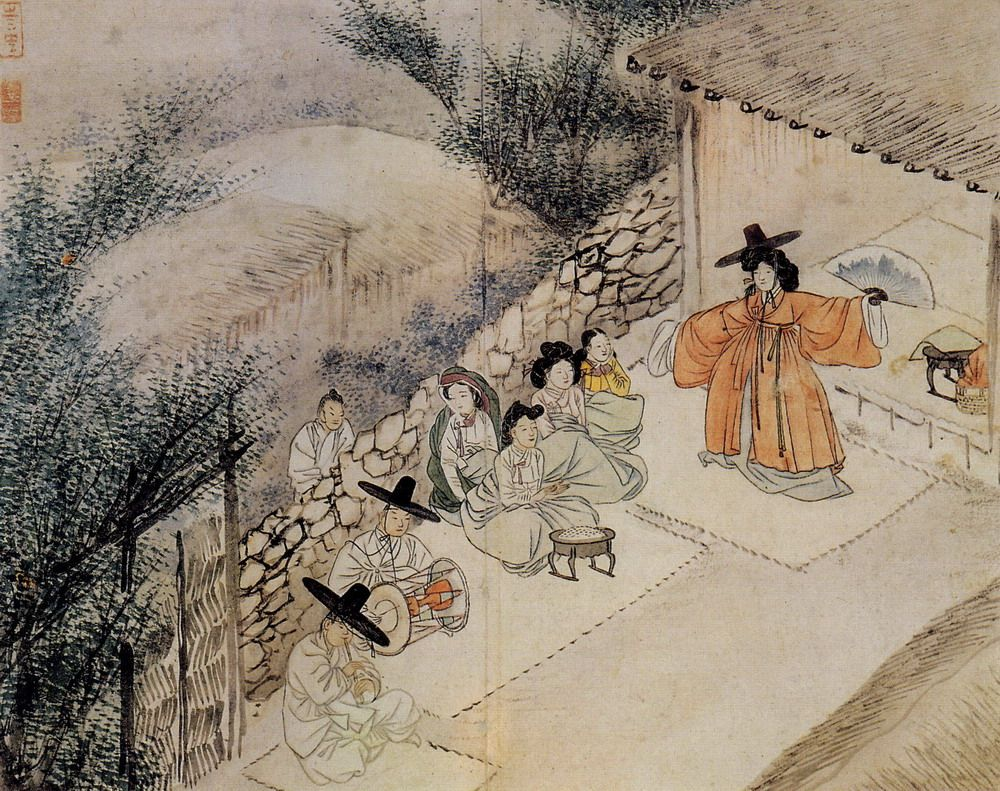
Une mudang exécutant un kut. Peinture de Shin Yunbok titrée Munyeo sinmu (무녀신무, 巫女神舞), fin de la dynastie Joseon (1805).

Le kut est une danse chamanique, déclinée sous différents aspects, que la mudang ou le paksu effectue en transes. Elle permet d'entrer en contact avec les esprits, de prédire l'avenir ou de connaître le passé.

### Transmission des attributions de chaman
Il n'existe pas de formation pour devenir mudang. Le supposé don peut se transmettre par hérédité spirituelle ou la personne peut se sentir appelée par les esprits. Ainsi, Alexandre Guillemoz rapporte-t-il le cas d'une jeune dame exerçant des emplois précaires qui « reçoit un certain nombre de signes » qu'elle interprète comme un appel à devenir mudang : pertes de conscience, paroles évoquant sa renommée ou messages des esprits, voix l’appelant à la montagne, visions. Il n'y a pas d'initiation proprement dite, mais une série de seuils franchis les uns après les autres. En dernier ressort, c'est la communauté qui, en sollicitant de plus en plus la mudang, la reconnaît en tant que telle.

## Le chamanisme dans la Corée moderne
Il y a environ cinquante mille mudangs en Corée du Sud. Elles sont très présentes dans la société coréenne actuelle : outre les fréquents appels à leur office pour le kosa, elles tiennent des cafés de voyance, fréquentés avant toute étape importante de la vie : examen, entretien d'embauche, mariage. 
Les cafés de voyance sont très nombreux dans le quartier de Seongbuk-gu à Séoul, et tendent à remplacer auprès des jeunes les maisons de voyance, reconnaissables au mat de bambou portant deux drapeaux, un blanc et un rouge.
Il n'est pas un bâtiment qui ne soit construit, une nouvelle usine qui ne soit inaugurée en Corée sans un rituel chamanique traditionnel (kosa) destiné à s'accorder la bienveillance des esprits du lieu.
Plusieurs présidents sud-coréens ont recours à des chamanes, ce qui est à l'origine de plusieurs scandales politiques. Le « Choigate » qui touche la présidente  Park Geun-hye en 2016 tout comme la tentative d'instauration de loi martiale en 2024 par Yoon Suk-yeol illustrent l'influence du chamanisme sur la vie politique du pays.